# Confeitaria Zauner

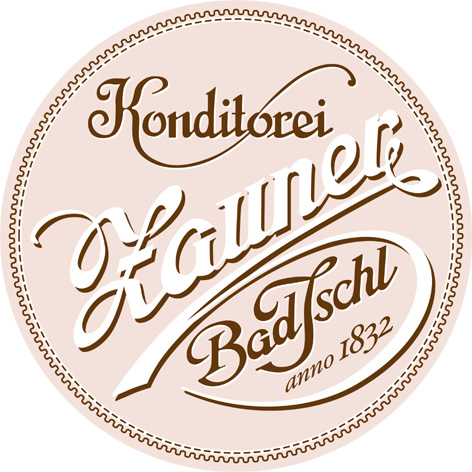
Logotipo

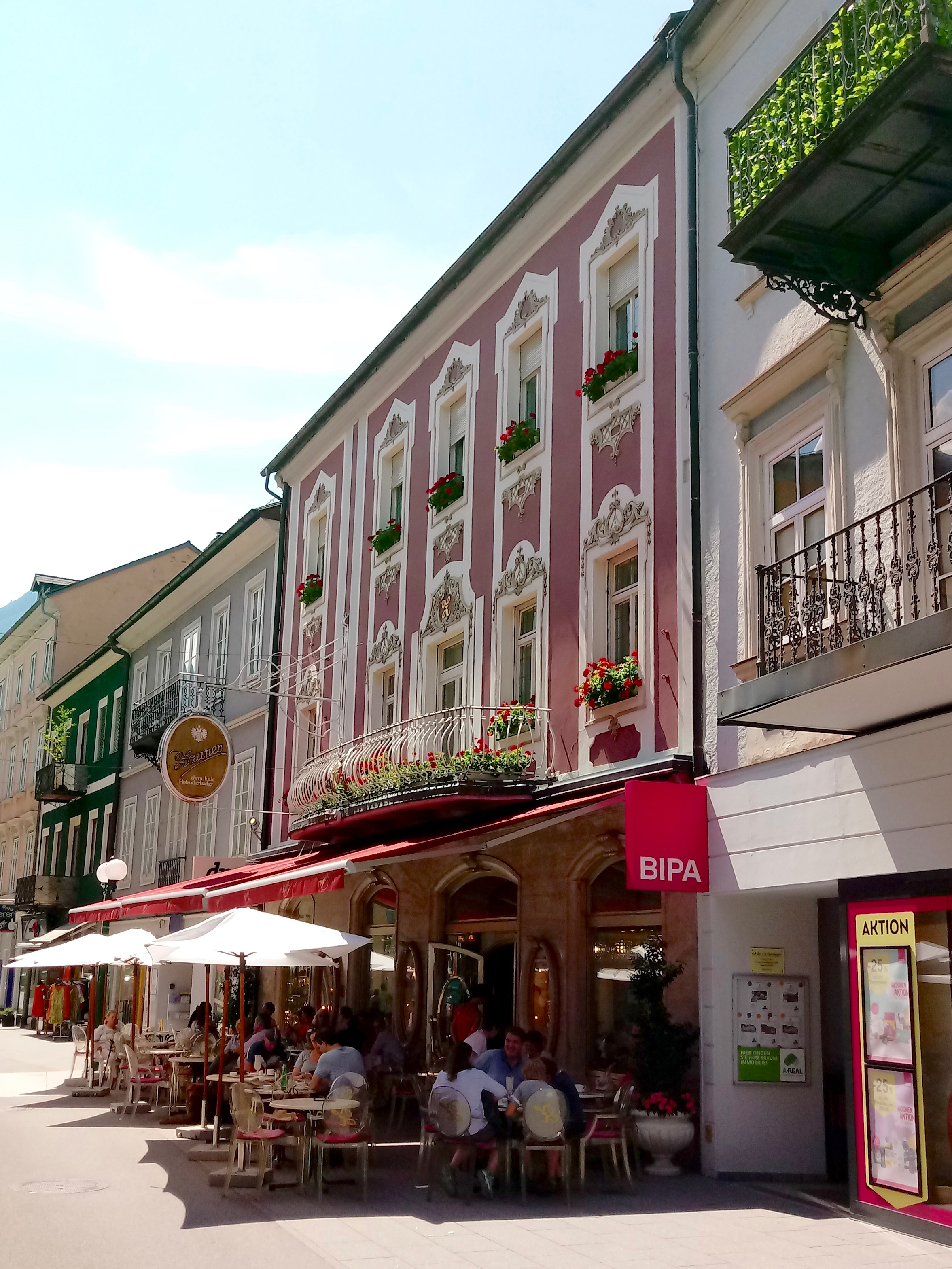
Sede

A Confeitaria Zauner (em alemão: Konditorei Zauner) em Bad Ischl é uma das confeitarias mais proeminentes da Áustria, fundada em 1832.
Antigamente, a cidade de Bad Ischl, situada no departamento da Áustria Alta, era a residência de verão do casal imperial austríaco e por isso centro da sociedade. O medico pessoal do imperador Franz I., o Doutor Franz de Paula Wirer, Ritter Von Rettenbach, faz vir em 1821 o doceiro vienense e varejista de vinho Johann Zauner (1803-1868) à Bad Ischl na função de fornecedor real e imperial. O motivo dessa decisão foi à falta dum confeiteiro, que satisfizesse as reivindicações imperiais. A queda da imperatriz Sisi por doces era conhecida.
Primeiro, o doceiro trabalhava no “Wirekeller” (hoje em dia o “Zaunerkeller”) na Maxquellgasse. Em 1832, Johann Zauner finalmente abriu sua própria pastelaria na Pfarrgasse. O escritor e dramaturgo Johann Nestroy era um dos clientes célebres.
Depois da morte de Johann Zauner, seu filho Karl (1846-1889) assumiu a gestão do negócio. Em 1869, quatro anos depois do grande incêndio em Bad Ischl, que destruiu a confeitaria, o novo gerente dá inicio a uma nova pastelaria num edifício situado também na Pfarrgasse. Além disso, a imperatriz Sisi, que visitava Ischl anualmente depois de seu casamento em 1854, foi lá várias vezes.
A esposa e herdeira Maria Anna Zauner (1850-1925) partia de repente da Áustria para os EUA depois da morte de Karl Zauner com seu novo homem bem como com seu filho. Os outros nove meninos foram deixados para trás. De volta em 1905, ela transferiu oficialmente o negócio para seu filho Viktor Zauner (1877-1950). Sob a responsabilidade dele, a pastelaria prosperou muito. Como seu casamento ficou sem filhos, ele adotou a funcionária de muitos anos, Rosina Öfner, em 1944, depois da morte de sua esposa.
Em 1927, o “Café Esplanade Zauner” foi inaugurado. A “Esplanada” se tornou rapidamente ponto de encontro de compositores de operetas, vide Franz Lehár, Leo Fall, de cantores, como Leo Slezak ou Richard Tauber, assim como de escritores. Segundo relatos, o compositor Franz Lehár pagou suas dividas de jogo ou às vezes as sobremesas que comprou com uma canção composta às coxas.
Pouco depois da Segunda Guerra Mundial, o confeiteiro Richard Kurth (1908-1970) várias vezes premiado internacionalmente chegou e se casaria mais tarde com a filha adotiva. Sob a gestão de Kurth, a pastelaria continua prosperando. Durante a exposição universal de Bruxelas no ano de 1958, Kurth ganhou uma medalha de ouro pela criação dos “Ischler Törtchen”. Eugen Brixel compôs especialmente para esta ocasião, a valsa “Ischler Törtchen”.
Com a morte de Kurth, sua segunda esposa Hildegard assumia o negócio. Para evitar a perda do nome da casa com uma tradição muita rica, ela muda seu sobrenome de Kurth para Zauner em 1982. Cinco anos depois, ela adotou Josef Zauner (nascido Ferner em 1948), que continua à frente da confeitaria e quem é atualmente o chefe.
Josef Zauner passou um tempo depois de sua formação técnica (como artesão mestre alemão e austríaco) em países estrangeiros, ou seja, na Alemanha, na Suécia, na Hungria, em Israel e no Japão. Nesse último país, ele ensinou no colégio “Japan Cake – and Confiserie College”, onde ele desde 1988 mantém uma professora visitante. De 1975 até 1985, ele trabalhou como cozinheiro de televisão no programa intitulado “Häferlgucker” do canal nacional austríaco ORF e como confeiteiro em “Genießen erlaubt” do canal bávaro BR. Ele ganhou também várias medalhas de ouro em competições internacionais.
No ano de 1980, a República da Áustria concedeu-lhe o direito de possuir o brasão austríaco como forma de premiação nacional.
No ano de 1989 a antiga sala de dança foi reaberta no primeiro andar do Stammhaus no estilo Jugendstil. Até 2010, cafés de operetas aconteceram semanalmente.
Hoje em dia, o “Zauner” tem o maior Buffet de bolos na Áustria; 22 doceiros trabalham no negócio.

## Especialidades

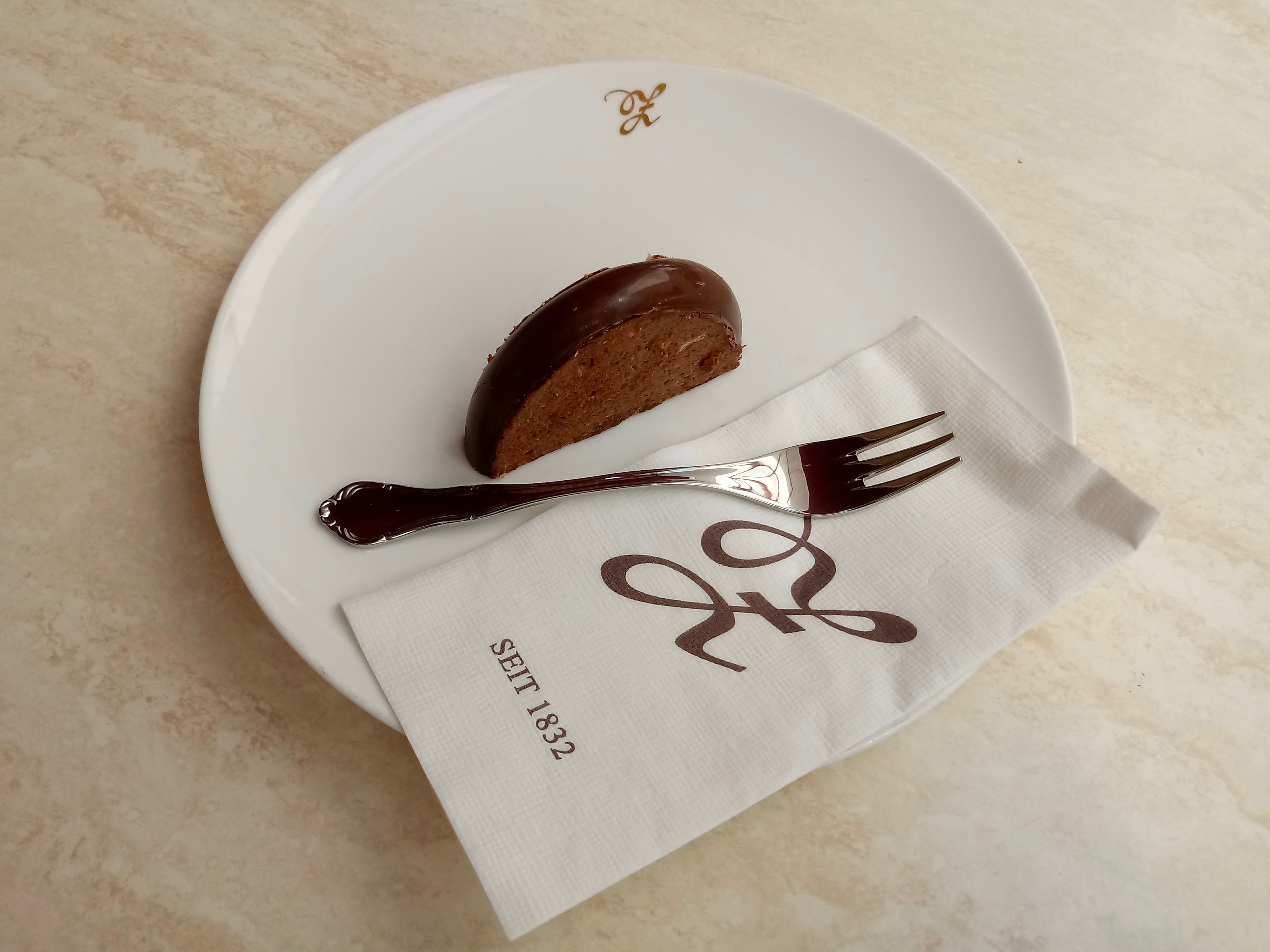
Zaunerstollen

- Ischler Oblaten (hóstia de Ischl), criada por Josef Nickerl no Zauner. Vem do “Grandhotel Pupp”, um hotel famoso situado em Carlsbad, República Checa. Vide Hóstias de Carlsbad.
- Zaunerstollen (Stollen de Zauner): é derivada dos Ischler Oblaten.
- Zauner Gugelhupf: (vide também Gugelhupf de levedura de Franz Josepf): A receita original é da Katharina Schratt (amante do penúltimo imperador Franz Joseph). Ela o pedia diariamente, isto é como resseguro em case de fracasso culinário.
- Ischler Törtchen (tortinhas de Ischl): inventadas por Richard Kurth nos anos de 1950.
- Ischler Kipferl: croissants de Ischl

## Literatura
- Gaby v. Schönthan, Joseph M. Grumbach-Palme: Konditorei Zauner. Bad Ischl u. das Salzkammergut. Eine kleine Kulturgeschichte, Munique, 1982.